# صدای عدالت (فیلم)
صدای عدالت (به هندی: Insaaf Ki Awaaz) فیلمی محصول سال ۱۹۸۶ و به کارگردانی بی. گوپال است. در این فیلم بازیگرانی همچون آنیل کاپور، ریکا، راج بابار، ریچا شارما، انوپم کهیر، قادرخان، آسرانی، گلشن گروور ایفای نقش کرده‌اند.